# Cliff Levingston
Pour les articles homonymes, voir Levingston.
Clifford Eugene « Cliff » Levingston, né le 4 janvier 1961 à San Diego en Californie, est un joueur à la retraite et entraîneur américain de basket-ball qui a joué en NBA. Il évolua durant sa carrière au poste d'ailier fort.

## Carrière
Levingston joua à l'université d'État de Wichita avant d'être repêché par les Pistons de Détroit en 1982. Après deux saisons avec les Pistons, il fut recruté par les Hawks d'Atlanta, avec qui il atteignit l'apogée de sa carrière.
Après six saisons avec les Hawks, Levingston rejoignit les Bulls de Chicago, avec lesquels il remporta par la suite deux bagues de champion NBA en 1991 et en 1992. De 1992 à 1994, il joua à l'étranger, en Grèce notamment. En 1994, il retourna en Amérique et rejoignit les Nuggets de Denver. Il se retira de la ligue en 1995 avec des totaux de carrière de 5 888 points, de 4 307 rebonds et de 593 contres.
En 2000, Levingston commença sa carrière d'entraîneur comme  adjoint avec le Fort Wayne Fury, avant de devenir entraîneur pour le Dodge City Legend, qui remporta durant la période de sa présence de nombreuses victoires.
En 2003, il fut condamné à quatre mois de prison pour ne pas avoir payé une pension alimentaire.
Il continua sa carrière d'entraîneur pour divers équipes avant de devenir entraîneur adjoint en 2011 pour la Marquette Michigan City High School, au nord de l'Indiana.

## Palmarès
- Champion NBA 1991, 1992